# Linalylacetat
Linalylacetat ist ein Monoterpenoid-Ester, der sich von der Essigsäure und von Linalool ableitet. Es ist eine farblose Flüssigkeit mit frischem, süßen Geruch. Es ist eine wichtige Aromakomponente in verschiedenen Pflanzen und ätherischen Ölen und wird auch industriell als Duft- und Aromastoff verwendet.

## Isomere
Die Substanz hat ein stereogenes Zentrum am Kohlenstoffatom der Position 3 und tritt somit in Form zweier Enantiomere auf.
| Isomere von Linalylacetat |                       |                       |
| Name                      | (R)-(–)-Linalylacetat | (S)-(+)-Linalylacetat |
| Strukturformel            |                       |                       |
| CAS-Nummer                | 16509-46-9            | 51685-40-6            |
| CAS-Nummer                | 115-95-7 (Racemat)    |                       |
| PubChem                   | 442474                | 6999980               |
| PubChem                   | 8294 (unspez.)        |                       |
| ECHA-Infocard             | 100.003.743 (unspez.) | 100.003.743 (unspez.) |
| FL-Nummer                 | 09.013 (Racemat)      | 09.013 (Racemat)      |

## Vorkommen
Linalylacetat kommt in vielen ätherischen Ölen vor. (R)-(–)-Linalylacetat findet sich als Hauptkomponente im Lavendelöl (30 – 60 %) und im Lavandinöl (25 – 50 %). Im Muskatellersalbeiöl (bis über 75 %) ist es ebenfalls die Hauptkomponente, während es Salvia dominica in nicht ganz so hoher Menge vorkommt. Im Bergamottöl (30 – 45 %) ist es die Hauptkomponente neben Limonen. Außerdem kommt es auch in den ätherischen Ölen anderer Zitrusfrüchte vor, beispielsweise von Daidai, Bitterorange, sowie Zitrone und Limette. Weitere Öle, die Linalylacetat enthalten, sind die von Mönchspfeffer, von Magnolia officinalis und von Zitronenminze (einer Unterart der Wasserminze). In geringer Menge kommt es in Myrtenöl (aus Myrtus communis) und dem Öl von Kardamom vor. Linalylacetat ist (neben anderen Terpinoiden) in großer Menge in den Blättern des Maulbeerbaums enthalten und wirkt anziehend auf die Larven des Seidenspinners (Bombyx mori), die sich von den Blättern ernähren.

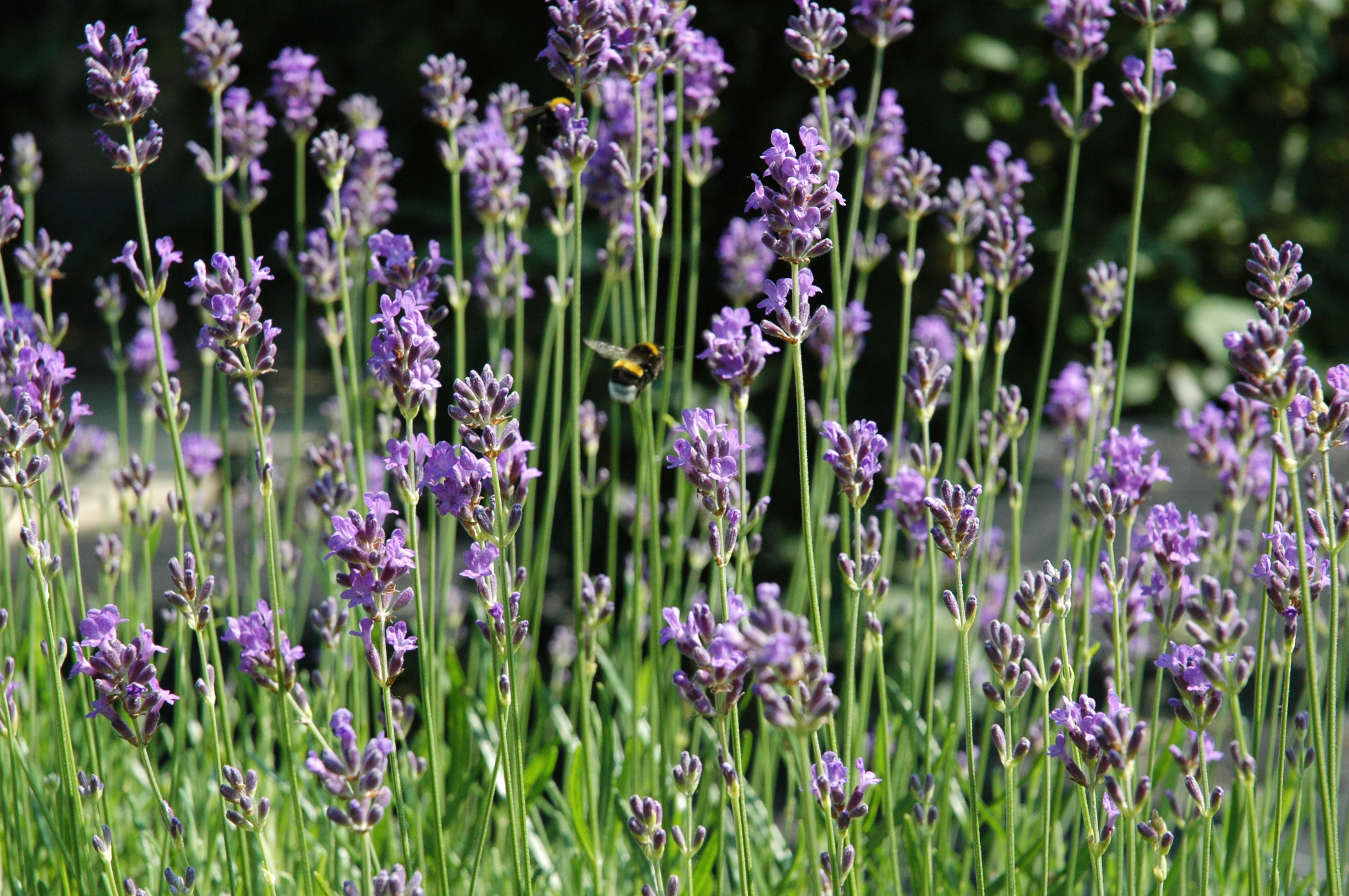
Lavendel
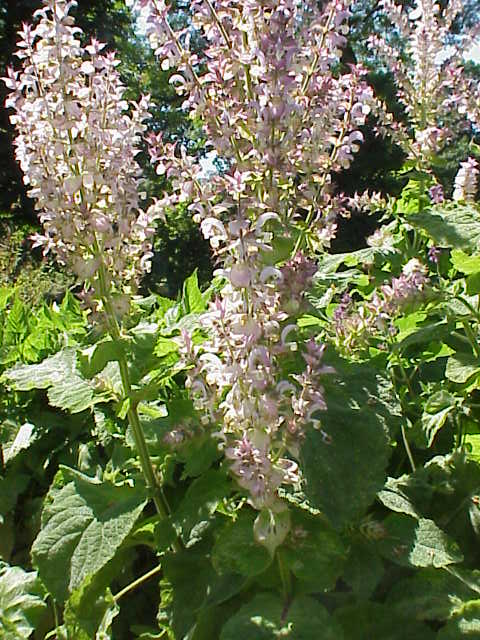
Muskatellersalbei
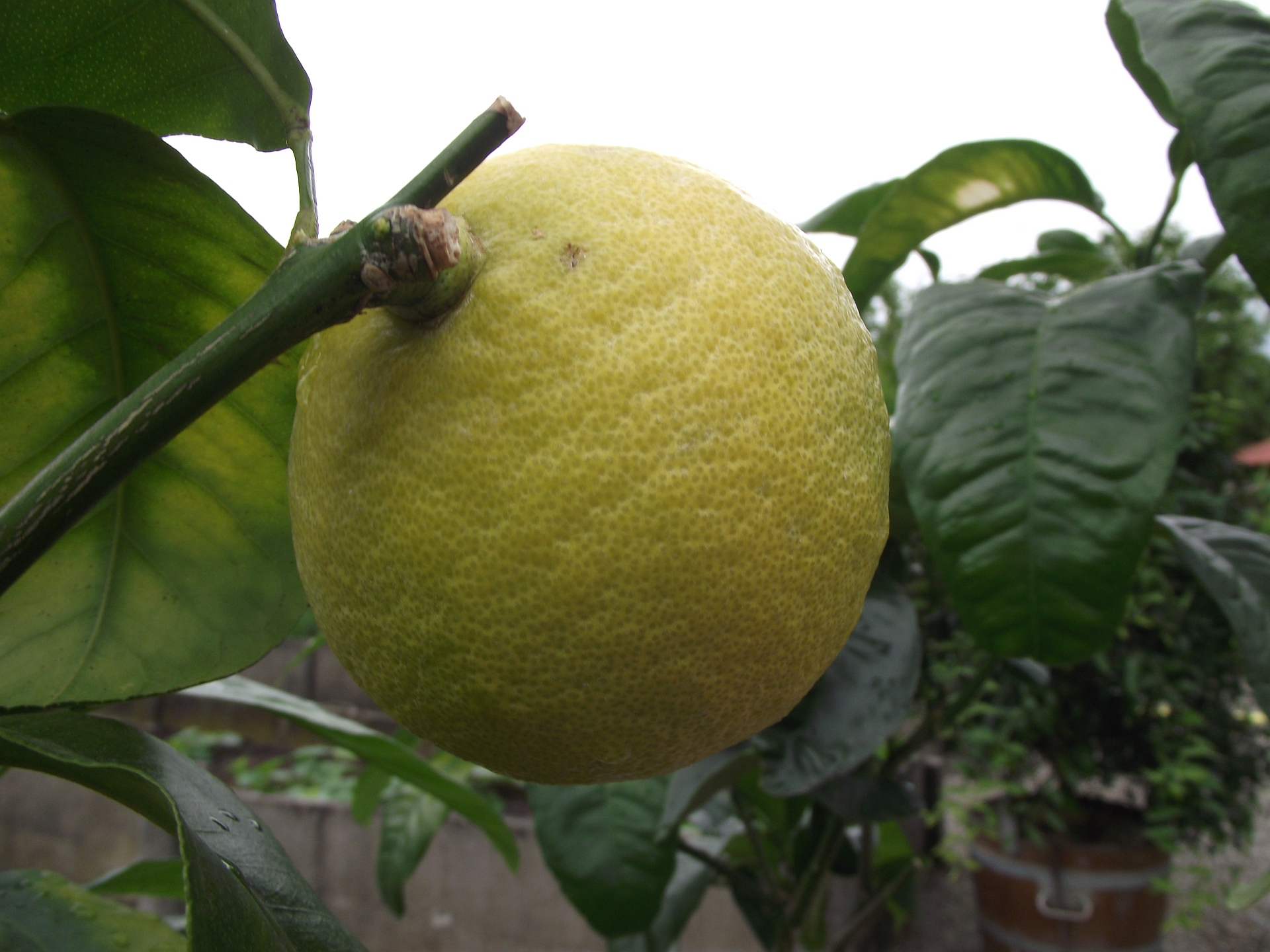
Bergamotte
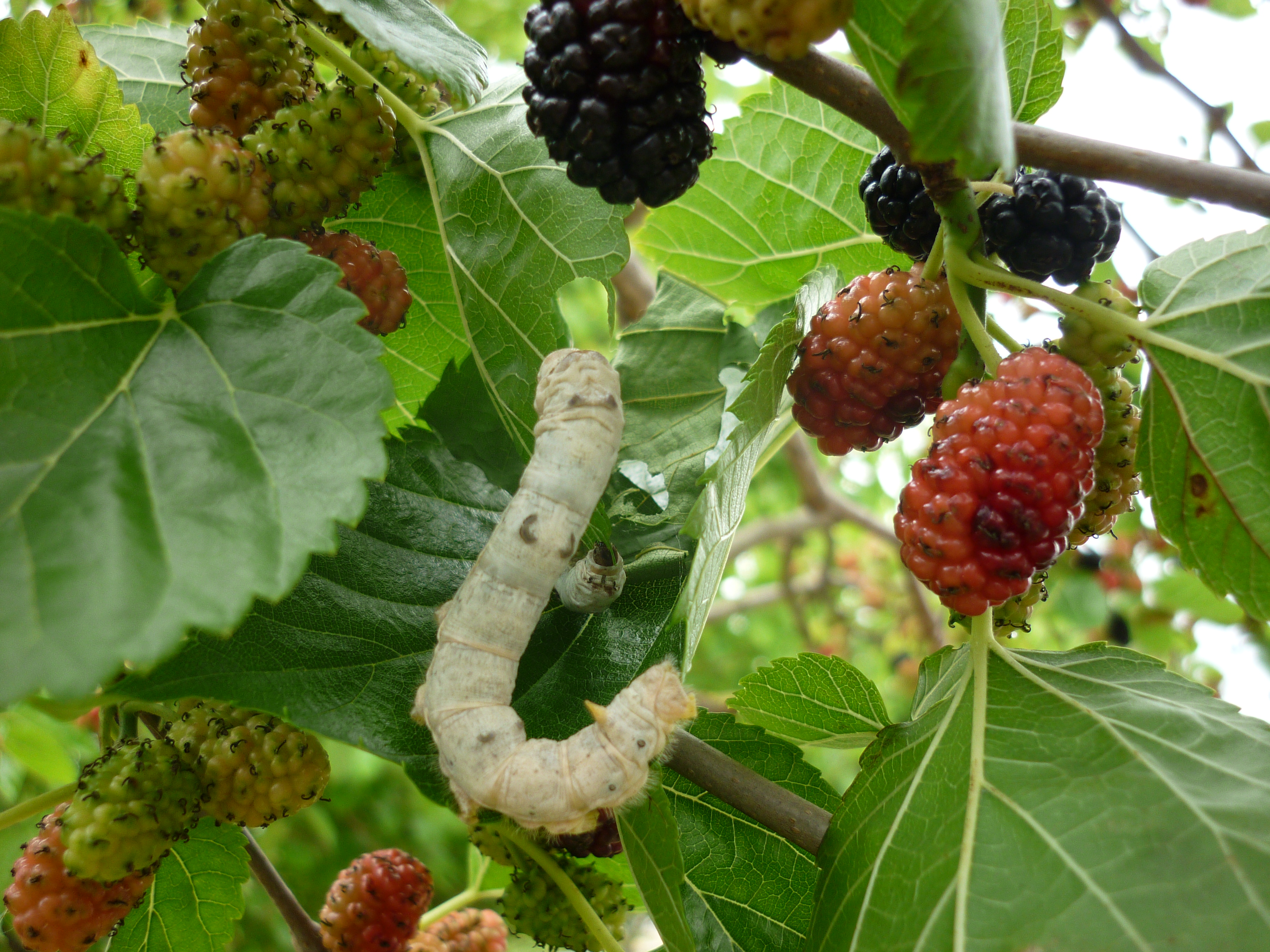
Seidenspinner auf Maulbeerpflanze

## Biosynthese
Die Biosynthese in der Zitronenminze wurde untersucht. Durch enzymatische Reaktion wird Geranyldiphosphat in Linalool umgewandelt und anschließend acetyliert. Einige Pflanzen, wie die Zitronenminze und Lippia alba verfügen über spezifische Esterasen, die Linalylacetat wieder zu Linalool abbauen können. Solche Enzyme sind aber deutlich weniger verbreitet als Esterasen, die Geranylacetat hydrolysieren.

## Gewinnung und Darstellung
Linalylacetat lässt sich aus den oben erwähnten ätherischen Ölen gewinnen. Synthetisch lässt sich Linalylacetat durch Veresterung von Linalool gewinnen, wobei auf milde Reaktionsbedingungen geachtet werden muss, da Linalool als ungesättigter tertiärer Alkohol zur Dehydratisierung und Cyclisierung neigt. Geeignete Synthesewege ausgehend von Linalool wären beispielsweise die Umsetzung mit Ethenon, mit kochendem Essigsäureanhydrid unter Abdestillation der entstehenden Essigsäure oder eine Umesterung mittels Essigsäure-tert-butylester in der Gegenwart von Natriummethanolat.
Aus Dehydrolinalool lässt es sich durch Veresterung mit Essigsäureanhydrid und anschließender partieller Hydrierung gewinnen. Ebenfalls eingesetzt wird die Umsetzung von β-Pinen mit Essigsäure und Natriumacetat in der Gegenwart von Kupfer(I)-chlorid, wobei Linalylacetat mit einer Ausbeute von 75 – 80 % entsteht.

## Eigenschaften
Linalylacetat neigt zur Autoxidation und bildet an Luft Hydroperoxide. Linalylacetat wirkt im Tierversuch an Ratten und Mäusen entzündungshemmend.

## Verwendung
Linalylacetat wird extensiv in der Parfümerie verwendet. Auf Grund seiner guten Stabilität im basischen Milieu wird es auch oft in Seifen oder Waschmitteln eingesetzt. Die jährliche weltweite Verwendungsmenge als Duftstoff beträgt über 1000 Tonnen. Linalylacetat wird außerdem als Aromastoff verwendet und ist in der EU unter der FL-Nummer 09.013 für Lebensmittel allgemein zugelassen.

## Sicherheitshinweise
Linalylacetat zählt zu den chemischen Substanzen, die in großen Mengen hergestellt werden („High Production Volume Chemical“, HPVC) und für die von der Organisation für wirtschaftliche Zusammenarbeit und Entwicklung (OECD) eine Datensammlung zu möglichen Gefahren („Screening Information Dataset“, SIDS) angefertigt wurde. Die akute Toxizität der Verbindung ist gering, alle oralen LD50-Werte, die in verschiedenen Studien an Ratten und Mäusen ermittelt wurden, betrugen über 10 g/kg Körpergewicht. Die Verbindung kann Augenreizungen verursachen, verursacht aber wenig bis keine Hautreizungen. Reines Linalylacetat verursacht auch keine allergischen Reaktionen, allerdings wirken die Produkte der Autoxidation von Linalylacetat als Kontaktallergene. Die Dämpfe von Linalylacetat können mit Luft ein explosionsfähiges Gemisch (Flammpunkt 94 °C, Zündtemperatur 225 °C) bilden.